# 豹纹斑叩甲
豹纹斑叩甲（学名：Cryptalaus sordidus），叩甲科（叩头虫科）斑叩甲属的一种，分布于东洋界。模式产地为斯里兰卡。
本种2023年被收录入中国《有重要生态、科学、社会价值的陆生野生动物名录》。

## 形态特征
身体呈黑色，密被黄色和黑色鳞片，形成许多不规则斑纹。